# Bidens elgonensis
Bidens elgonensis là một loài thực vật có hoa trong họ Cúc. Loài này được (Sherff) Agnew mô tả khoa học đầu tiên năm 1974.